# Thomas Parkyns, 2. Baronet
Sir Thomas Parkyns, 2. Baronet („Luctator“) (geb. 1662 [nach anderen Quellen 1664] in Bunny, Nottinghamshire; gest. 29. März 1741) war ein britischer Autor und Architekt. Er wurde durch sein Handbuch zum Ringen bekannt und galt unter anderem wegen seiner Sammlung von Steinsärgen als Exzentriker.

## Leben

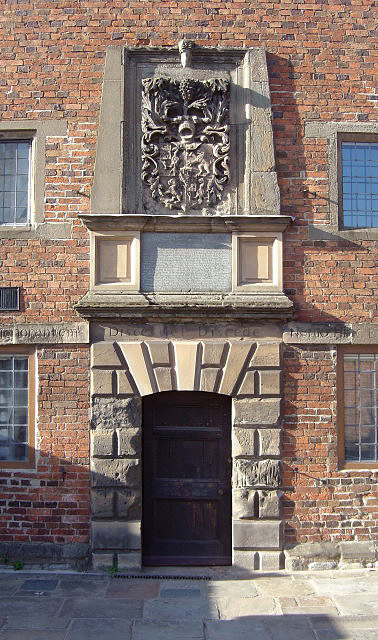
Eingang zum alten Schulhaus in Bunny mit dem Wappen der Parkyns im Giebel

Parkyns wurde als zweiter Sohn von Sir Thomas Isham Parkyns, 1. Baronet (1639–1684) und seiner Frau Anne, geb. Cressey, geboren; er wurde am 10. November 1662 getauft. Er besuchte zunächst die Westminster School und danach ab 1680 das Trinity College in Cambridge. Im Mai 1682 begann er seine Ausbildung am Gray’s Inn. Parkyns war zwei Mal verheiratet:  mit seiner ersten Frau Elisabeth hatte er vier Kinder. Am 17. Februar 1728 heiratete er seine zweite Frau Jane (gest. 1740), mit der er drei Kinder hatte, darunter Thomas, der ihm als 3. Baronet folgen sollte und der der Großvater von Mansfield Parkyns war. Der schriftliche Nachlass der Familie wurde der Universität Nottingham übergeben.

## Wirken als Architekt
Beim Tod seines Vaters im Juli 1684 erbte er dessen Adelstitel als 2. Baronet, of Bunney Park in the County of Nottingham, und begann direkt mit der Erweiterung des dazugehörigen Lehens, dem Dorf Bunny in Nottinghamshire. Er sanierte die dortige Kirche, baute vier Armenhäuser, das Pfarrhaus und eine Schule. Parkyns hatte großes Interesse insbesondere an der Mathematik und Hydraulik und entwarf die Bauvorhaben bald selbst; er baute ein Aquädukt und für Bunny Hall den für das Anwesen markanten Turm. Zur Einfriedung des Parks von Bunny Hall entwarf Parkyns eine Backsteinmauer, deren Fundament Bögen enthält, die das Wachstum der Baumwurzeln nicht einschränken und so eine ergiebigere Ernte ermöglichen sollten. Diese Bauweise verbreitete sich in der Umgebung. Sein umfangreiches architektonisches Wissen war bald auch in anderen Ortschaften gefragt, so wurde er beispielsweise als Aufseher des Wiederaufbaus der Trent Bridge in Nottingham beschäftigt, nachdem die vormalige Holzbrücke nach Überschwemmungen 1682/83 völlig zerstört worden war. Das Nachbardorf Bunnys, Bradmore baute er nach einem verheerenden Feuer im Jahr 1705 zu einem großen Teil wieder auf. Die erhaltenen Gebäude stehen heute unter Denkmalschutz. Den Grundbesitz seiner Familie erweiterte er beträchtlich: er erwarb die Manors in Ruddington, Great Leake, Costock, Wysall, Thorpe, Willoughby und Gotham.
Parkyns hatte eine große Affinität zur lateinischen Sprache und so gibt es an fast jedem seiner Bauwerke lateinische Inschriften. Er selbst nannte sich Luctator (lateinisch luctare für ringen). Für seinen Enkel, den er nach dem Tod seines Sohnes erzog, schrieb er 1760 die Latein-Grammatik Practical and Grammatical Introduction to the Latin Tongue, die auch für den Unterricht in der Schule Bunnys genutzt wurde, allerdings teilweise fehlerhaft war.

## Wirken als Ringer
Seine größte Bekanntheit erreichte Thomas Parkyns 1713 mit seinem Buch The Inn-Play, or, Cornish-Hugg Wrestler, das das früheste Handbuch für das Fechten und das Ringen darstellte. Er wollte diese „alten Sportarten“ als Mittel zur Stärkung der Armee einsetzen und darüber hinaus erreichen, dass das Parlament für alle Männer, die Schwerter tragen in jeder Marktstadt Bühnen einrichten, damit sie dort jeden Monat ihre Streitigkeiten mit dem Singlestick beilegen können. Parkyns zeichnete jede Lektion, die ihm sein Lehrer Cornish am Gray’s Inn beigebracht hatte, auf. Das Handbuch ist vor allem wegen der Vermischung praktischer Tipps mit Wissenschaften bemerkenswert; Parkyns sah es als notwendig an, dass man die Regeln der Mathematik auch im Sport anwendet. The Inn-Play war lange neben einem Handbuch, das von der Bekleidung über die Ernährung bis hin zu Lektionen den gesamten Themenbereich abdeckte, auch ein Regelwerk, das noch nach Parkyns Tod Anwendung fand. Ab 1712 fand in Bunny Hall ein Ringer-Wettbewerb statt, der bis 1810 fortgeführt wurde.
Noch zu Lebzeiten hatte Parkyns ein Denkmal entworfen, das ihn auf der linken Seite in Ringerkleidung und -pose zeigt und auf der rechten Seite als am Boden liegend, den Kampf gegen den Gegner „Tod“ verloren. Das Denkmal wurde in der St Mary Church in Bunny aufgestellt und stellt seit seinem Tod sein Grabmal dar. Es trägt die Inschrift:
At length by conquered Time subdued,

Lo! Here Britannia's wrester lies;

Till now he still unshaken stood

Where he strove to win the prize.
Thomas Parkyns sammelte Steinsärge, die er auf dem Kirchhof lagerte. Nach seinem Tod standen die übrig gebliebenen Särge den Einwohnern Bunnys zur Verfügung.